# Golden Gala 2019
Golden Gala 2019 byl lehkoatletický mítink, který se konal 6. června 2019 v italském městě Řím. Byl součástí série mítinků Diamantová liga.

## Výsledky

### Muži
| Disciplína            | 1. místo                      | 2. místo                  | 3. místo                 |
| Běh na 200 m          | Michael Norman 19,70          | Noah Lyles 19,72          | Álex Quiñónez 20,17      |
| Běh na 800 m          | Donavan Brazier 1:43,63       | Nijel Amos 1:43,65        | Brandon McBride 1:43,90  |
| Běh na 5000 m         | Telahun Haile Bekele 12:52,98 | Selemon Barega 12:53,04   | Hagos Gebrhiwet 12:54,92 |
| Běh na 110 m překážek | Sergej Šubenkov 13,26         | Andrew Pozzi 13,29        | Antonio Alkana 13,30     |
| Skok vysoký           | Bohdan Bondarenko 231 cm      | Majd Eddine Ghazal 228 cm | Maksim Nedasekau 228 cm  |
| Trojskok              | Omar Craddock 17,50 m         | Pedro Pichardo 17,47 m    | Donald Scott 17,43 m     |
| Vrh koulí             | Konrad Bukowiecki 21,97 m     | Darrell Hill 21,71 m      | Darlan Romani 21,68 m    |

### Ženy
| Disciplína            | 1. místo                     | 2. místo                     | 3. místo                         |
| Běh na 100 m          | Elaine Thompsonová 10,89     | Dina Asherová-Smithová 10,94 | Aleia Hobbsová 11,12             |
| Běh na 400 m          | Salvá Ajd Násirová 50,26     | Shericka Jacksonová 51,05    | Stephenie Ann McPhersonová 51,39 |
| Běh na 1500 m         | Genzebe Dibabaová 3:56,28    | Laura Muirová 3:56,73        | Gudaf Tsegayová 3:59,96          |
| Běh na 400 m překážek | Dalilah Muhammadová 53,67    | Shamier Littleová 54,40      | Zuzana Hejnová 54,82             |
| Skok vysoký           | Marija Lasickeneová 201 cm   | Erika Kinseyová 196 cm       | Mirela Demirevová 194 cm         |
| Skok o tyči           | Angelica Bengtssonová 476 cm | Sandi Morrisová 466 cm       | Robeilys Peinadová 466 cm        |
| Skok daleký           | Malaika Mihambo 7,07 m       | Caterine Ibargüenová 6,87 m  | Brittney Reeseová 6,76 m         |